# Lybia tessellata
Lybia tessellata és una espècie de petit crustaci decàpode de la família Xanthidae. Es troba en zones de poca profunditat dins l'oceà Indopacífic tropical. Concretament,es distribueix des de la costa est d'Àfrica, a la Mar Roja, fins al nord del Japó i el nord i est de Hawaii. Com altres membres del gènere Lybia, és conegut vulgarment com a cranc de pom-pom, cranc animador o cranc boxejador pel seu hàbit de portar una anemona de mar a cadascuna de les seves pinces, que s'assemblen a pompons o guants de boxa .

## Morfologia
Lybia tessellata és un cranc petit amb una amplada d'uns 2,5 cm. La seva closca té forma trapezoidal amb una projecció distintiva en forma de dent situada just darrere de cada un dels seus ulls. La superfície de la seva closca té un aspecte similar al d'un vitrall ja que està separada en diverses regions geomètriques de diferents colors per una xarxa de línies fosques. Els quelípedes no tenen les queles (pinces) amples típiques dels crancs decàpodes; en canvi, són prims i cadascun té un dit prim amb vuit o nou espines. El primer parell de potes marxadores és més petit que els altres tres parells, però totes són molt més grans que els quelípedes. Les potes, recobertes d'uns pocs pèls curts, tenen bandes amb línies horitzontals fosques i punts blancs. Les ungles als seus extrems són llargues i primes.

## Distribució i hàbitat
Lybia tessellata es troba en aigües poc profundes a la regió tropical de l'Indo-Pacífic, i la seva àrea de distribució s'estén des de la Mar Roja i la costa de l'Àfrica oriental fins a zones d'Indonèsia i Nova Guinea. Es troba en fons marins sorrencs i gravencs, on es pot camuflar bé, i en coralls vius on s'hi pot aferrar amb les seves potes llargues i primes.

## Biologia
Lybia tessellata és omnívor. Sol portar una petita anemona de mar, normalment de les espècies Bunodeopsis spp. o Triactis producta, a cada quela, mantenint els seus quelípedes en una posició horitzontal mentre es desplaça. Si és atacat per un potencial depredador, amenaçarà l'agressor amb les anèmones que porta a les pinces, ja que els tentacles d'aquestes anèmones tenen cnidòcits (cèl·lules urticants). No és capaç d'utilitzar les seves queles per alimentar-se, sinó que usa els tentacles de les anèmones per recollir partícules d'aliment i després les pren amb els seus maxil·lípedes mòbils.
Les femelles de Lybia tessellata transporten i coven els seus ous vermells l'abdomen.

## Ús en aquariofília
Lybia tessellata és una espècie adequada per tenir en un aquari d'escull, tot i que el seu aspecte críptic i mida petita poden dificultar la seva observació, cosa que podria fer-la més adequada per un aquari de menor mida, cosa que facilitaria la seva observació.  És compatible amb la majoria d'altres possibles habitants d'aquaris, però alguns peixos depredadors el podrien atacar. És una espècie tímida i més fàcil de trobar a la nit quan els llums de l'aquari estan apagats.